# Processo dei 117

Processo dei 117, carabinieri di fronte alle gabbie degli imputati.

Il processo dei 117 fu un processo giudiziario degli anni '60 contro molti membri di spicco di Cosa nostra tenutosi a Catanzaro. Fu il primo grande processo contro un'organizzazione mafiosa italiana e si concluse con la quasi completa assoluzione degli imputati.

## Antefatti
Il 30 giugno 1963 avvenne la strage di Ciaculli che concluse e allo stesso tempo portò all'apice della violenza la prima guerra di mafia, scuotendo l'opinione pubblica nazionale. Nei giorni successivi si attuarono azioni addirittura di tipo militare nella zona della strage, come non accadeva dai tempi del prefetto di ferro 
Viene istituita la prima commissione d'inchiesta parlamentare sulla mafia e il tribunale di Palermo (nella figura del giudice istruttore Cesare Terranova) e la procura della Repubblica (nella figura di Pietro Scaglione) cominciarono ad indagare.
Il giudice istruttore Terranova, basandosi sui rapporti di polizia e sulle dichiarazioni di diversi testimoni, tra cui quelle della vedova Serafina Battaglia (che aveva avuto il marito e il figlio uccisi per una vendetta mafiosa), di Tancredi Ninive (cognato dello scomparso Salvatore La Barbera) e dell'imprenditore Giuseppe Ricciardi (vittima di estorsioni da parte dei fratelli La Barbera), rinviò a giudizio i protagonisti del conflitto mafioso con le sentenze-istruttorie Angelo La Barbera + 42 (22 giugno 1964) e Pietro Torretta + 120 (8 maggio 1965), che vennero poi riunite in un unico processo (che divenne noto mediaticamente come "processo dei 117").

## Descrizione
Il processo partì nel 1965 e si svolse a Catanzaro (sia perché non era possibile celebrare un processo così grande in Sicilia, sia per la legittima suspicione di temere intimidazioni nei confronti dei testimoni), presso la palestra dell'istituto statale Pascoli-Aldisio.
Tra i vari imputati figuravano tutti i membri di spicco delle varie fazioni in lotta fra loro: Luciano Liggio, Salvatore Greco, Giuseppe Calò, Gaetano Badalamenti e altri ancora.
Il processo si concluse il 22 dicembre 1968 con le seguenti sole condanne:
- Pietro Torretta - 27 anni di carcere (per il duplice omicidio di Pietro Garofalo e Girolamo Conigliaro commesso il 19 giugno 1963);
- Angelo La Barbera - 22 anni e 6 mesi;
- Salvatore Greco e Tommaso Buscetta (entrambi giudicati in contumacia) furono condannati a dieci anni di carcere ciascuno.

Tutti gli altri imputati furono assolti per insufficienza di prove: in particolare non viene riconosciuta l'appartenenza a un'organizzazione mafiosa come un qualcosa di penalmente rilevante.

## Conseguenze ed analisi
Il processo si concluse, come gli altri contro la mafia degli anni '60, con la quasi completa assoluzione degli imputati.
Molti esperti in materia concordano che i processi di mafia degli anni '60 si siano conclusi con un sostanziale nulla di fatto sia per gli strumenti inadeguati dell'epoca alla lotta contro la criminalità organizzata (come la mancanza di apposite norme penali contro le organizzazioni mafiose, che sarebbero stati introdotti solo nel 1982 per mezzo di Pio La Torre), sia per la predisposizione delle istituzioni giudiziarie dell'epoca a non ritenere l'appartenenza a una società criminale organizzata come penalmente rilevante.
L’effetto, secondo quanto emerge dai successivi rapporti giudiziari firmati – tra gli altri – da Carlo Alberto dalla Chiesa e da Boris Giuliano, fu da un lato conferire “più rinnovato prestigio ed autorità a quanti ne erano usciti indenni” e dall’altro il devastante incremento di sfiducia dell’opinione pubblica”.
L'anno dopo, nel 1969, si tenne a Bari un altro processo che vedeva 64 imputati, tra cui molti di quelli imputati nel processo dei 117: verranno completamente assolti tutti (avrebbe recitato la sentenza: "L'equazione mafia uguale associazione a delinquere [...] è priva di apprezzabili conseguenze sul piano processuale").
Con la conclusione di tutti questi processi la pax mafiosa, che si era creata da dopo la strage di Ciaculli, cessò repentinamente con la strage di viale Lazio del 10 dicembre 1969.